# Панаба (муниципалитет)
Панаба́ (исп. Panabá) — муниципалитет в Мексике, штат Юкатан, с административным центром в одноимённом городе. Численность населения, по данным переписи 2010 года, составила 7461 человек.

## Общие сведения
Название Panabá с майянского языка можно перевести как вода, которую откапали, где: Panab — копать и Ha (A) — вода.
Площадь муниципалитета равна 665 км², что составляет 1,67 % от общей площади штата, а наивысшая точка — 18 метров над уровнем моря, расположена в поселении Санта-Крус.
Он граничит с другими муниципалитетами Юкатана: на севере с Сан-Фелипе и Рио-Лагартосом, на востоке c Тисимином, на юге с Сусилой, на западе с Букцоцем и Цилам-Гонсалесом, на северо-западе с Цилам-де-Браво.

## Учреждение и состав
Муниципалитет был образован в 1918 году, в его состав входит 66 населённых пунктов, самые крупные из которых:
| Код INEGI                  | Населённый пункт                                                              | Численность населения (2005 год) | Численность населения (2010 год) |
| -------------------------- | ----------------------------------------------------------------------------- | -------------------------------- | -------------------------------- |
| 057                        | Всего                                                                         | 7543                             | 7461                             |
| 0001                       | Панаба (исп. Panabá) 21°17′47″ с. ш. 88°16′14″ з. д. (административный центр) | 5200                             | 5232                             |
| 0002                       | Лоче (исп. Loché) 21°23′18″ с. ш. 88°08′43″ з. д.                             | 1306                             | 1237                             |
| 0006                       | Яльсихон (исп. Cenote Yalsihón Buena Fe) 21°24′27″ с. ш. 88°30′14″ з. д.      | 523                              | 528                              |
| 0158                       | Сан-Франсиско (исп. San Francisco) 21°23′25″ с. ш. 88°19′40″ з. д.            | 179                              | 206                              |
| 0005                       | Сан-Хуан-дель-Рио (исп. San Juan del Río) 21°26′49″ с. ш. 88°09′26″ з. д.     | 66                               | 77                               |
| —                          | Прочие                                                                        | 269                              | 181                              |
| Названия на карте Генштаба |                                                                               |                                  |                                  |

## Экономика
По статистическим данным 2000 года, работоспособное население занято по секторам экономики в следующих пропорциях:
- сельское хозяйство и скотоводство — 57,3 %;
- торговля, сферы услуг и туризма — 28 %;
- производство и строительство — 13,1 %;
- безработные — 1,6 %.

## Инфраструктура
По статистическим данным 2010 года, инфраструктура развита следующим образом:
- протяжённость дорог: 166,7 км;
- электрификация: 94,4 %;
- водоснабжение: 96,9 %;
- водоотведение: 77,4 %.

## Достопримечательности
В муниципалитете можно посетить храм Сан Педро.

## Фотографии

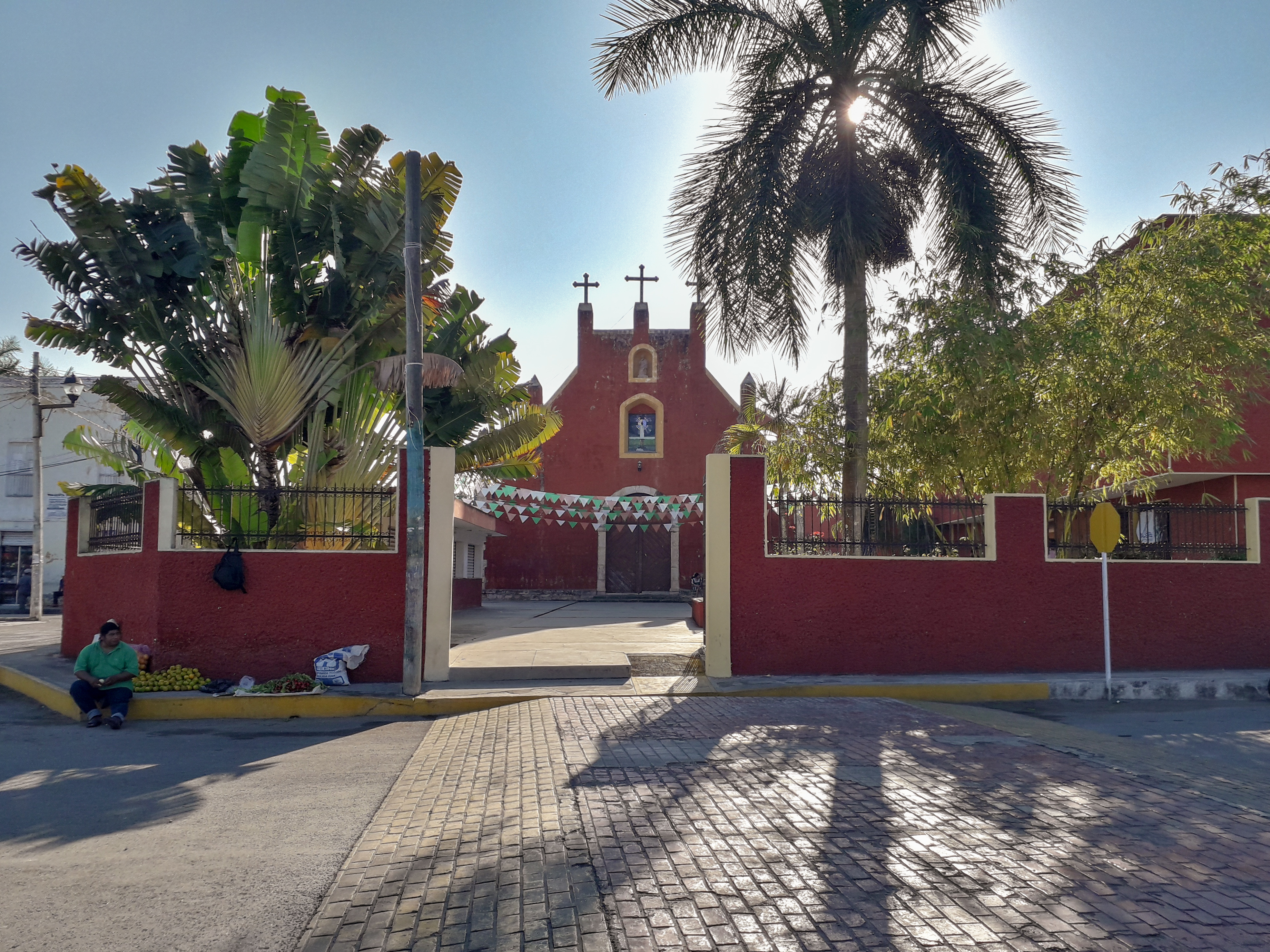
Церковь Святого Петра
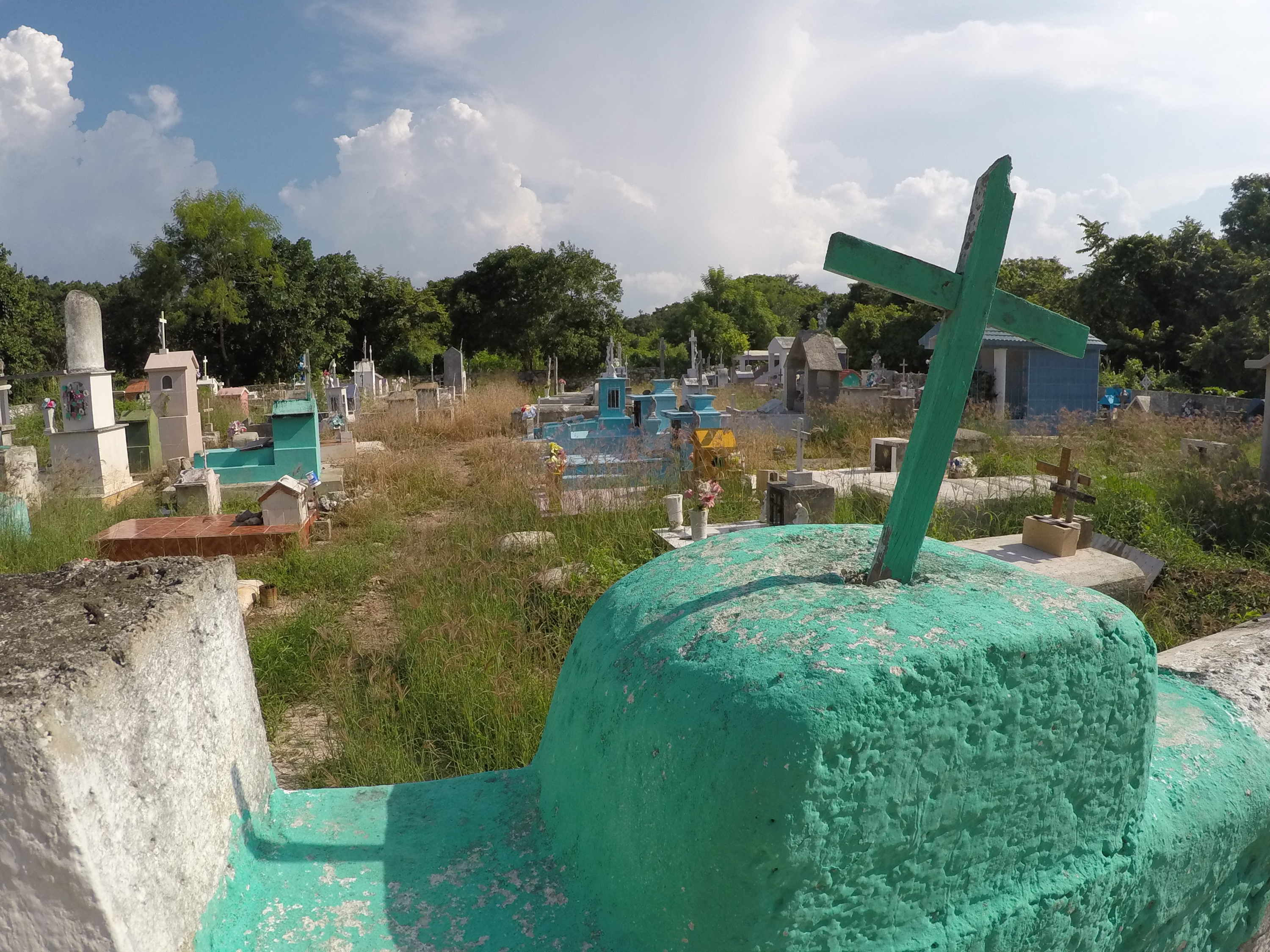
Кладбище в Лоче